# Villepail

Villepail este o comună în departamentul Mayenne, Franța. În 2009 avea o populație de 193 de locuitori.